# Кугулу (парк)
Кугулу́ парк (тур. Kuğulu Park — лебединый парк) — парк в Анкаре, расположенный на пересечении улицы Туналы Хильми, бульвара Ататюрка и улицы Польши. В бассейне парка обитают лебеди, гуси и утки.

## История
До постройки парка на территории росли тополя и тёк ручей. В честь этого места был назван район Каваклыдере (тур. Kavaklıdere), который в переводе означает и ручей под тополем.
На южной части территории будущего парка располагались сады польского посольства, на северной — Дом Ченапа, построенный Ченапом Андом, владельцем Kavaklıdere Wines, в 1955 году. Пруд и земля вокруг него были превращены в парк мэрией Анкары в 1958 году.
В 1957 году часть территории польского посольства была заимствована для расширения бульвара Ататюрка. В 1964 году, чтобы компенсировать это, посольству Польши были отданы другие земли, прилегающие к территории посольства.

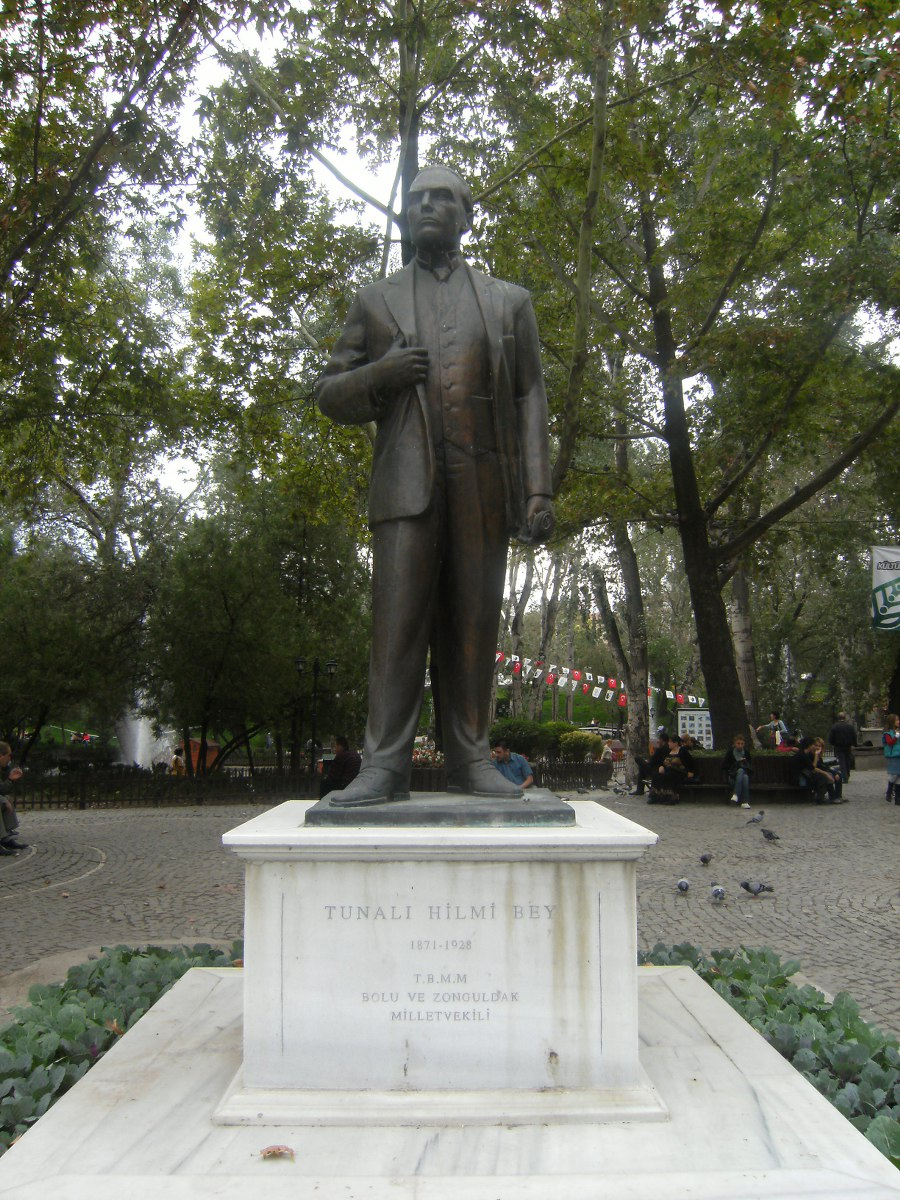
Статуя Туналы Хильми

Парк, который поначалу не привлекал особого внимания, стал популярным местом, когда был реорганизован во время правления мэра Ведата Далокая (1973—1977). Название парка происходит от белых лебедей, подаренных муниципалитетом Вены в годы его основания. Три лебедя позже были перевезены в парк Сейменлер (тур. Seymenler). Эти лебеди позже погибли в результате удара о высокие здания или деревья во время полёта обратно в парк. Особый вид чёрных лебедей (Cygnus atratus) является подарком китайского правительства и прибыли из Пекина.
Во время строительства автомобильного туннеля, который находится рядом с Кугулу, прошли акции протеста из-за слухов о том, что парк будет снесён. В 2008 году утверждалось, что из-за строительства туннеля высохли некоторые деревья в парке.

## О парке
Помимо бассейна в парке есть детские игровые площадки и ресторан со стороны бульвара Ататюрка. С 2006 года у входа в парк стоит статуя Туналы Хильми, которую создал Умит Озтюрк. Работа «Целующиеся», созданная Музаффером Эртораном, является ещё одной скульптурой в парке.
Все 24 вида птиц, которые обитают в парке, указаны на специальной доске. Помимо тополей, в парке растут платаны, боярышники, сирень, сезонные цветы и различные группы кустарников.
Благодаря исторической и природной значимости парка, Совет Анкары по сохранению культурного и природного наследия Министерства культуры объявил его охраняемой территорией.

## Галерея

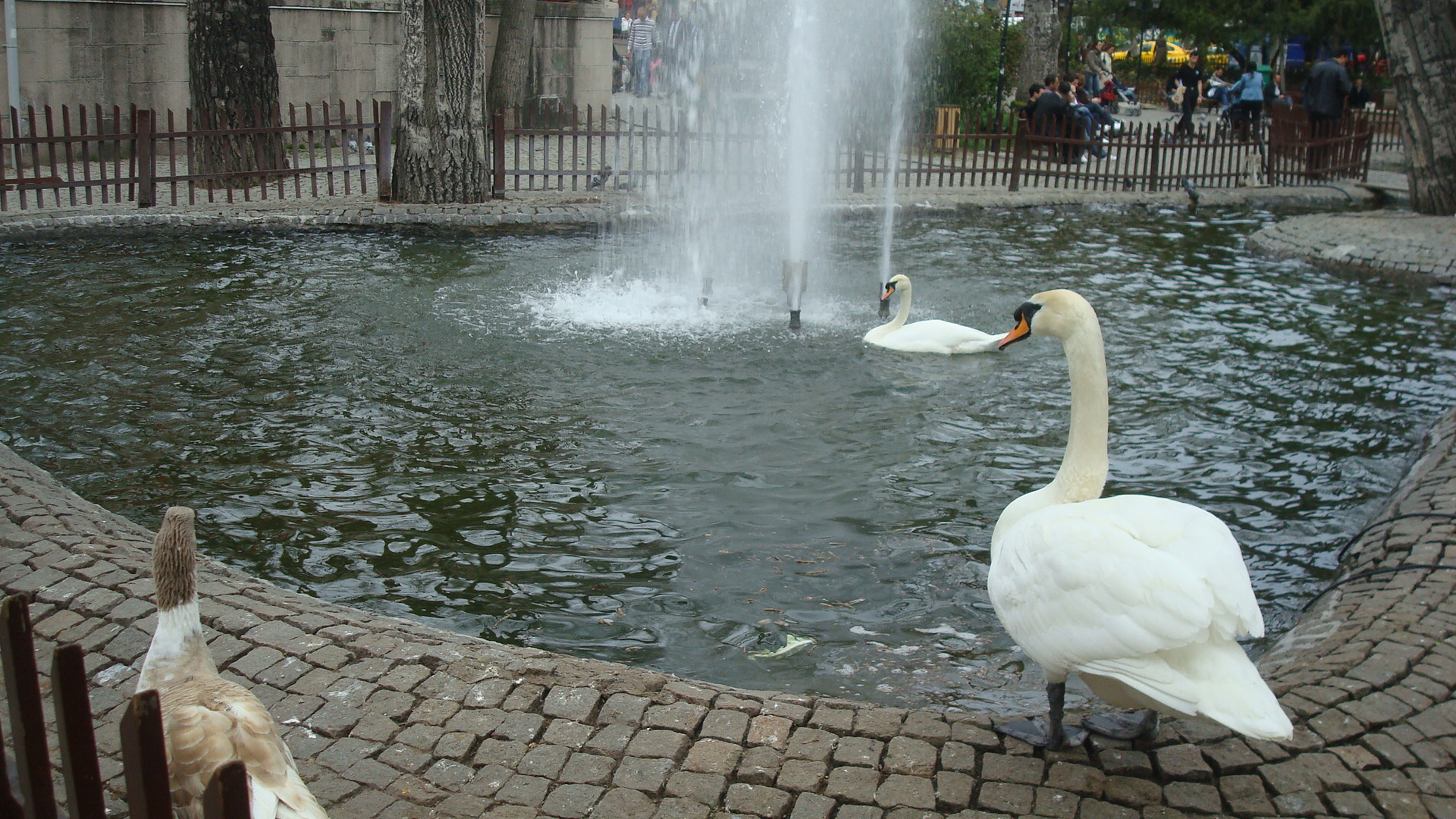
Лебеди
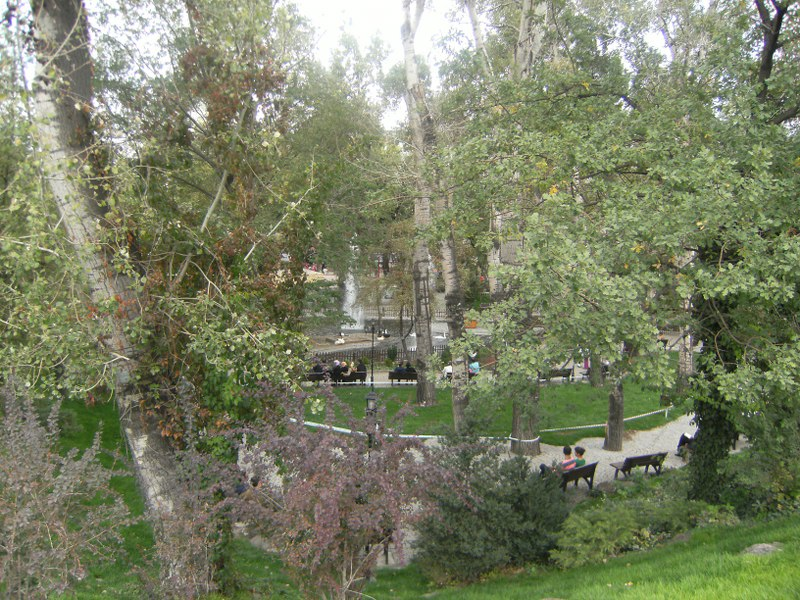
Вид 1
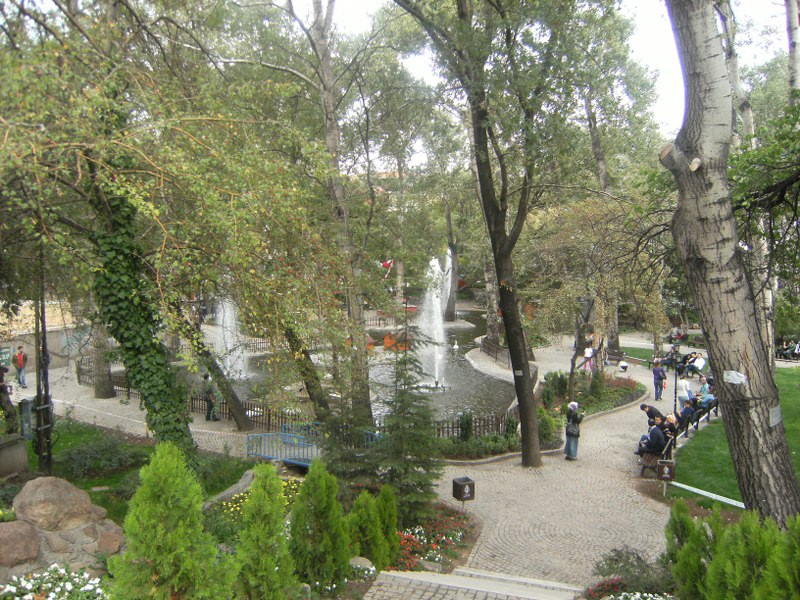
Вид 2
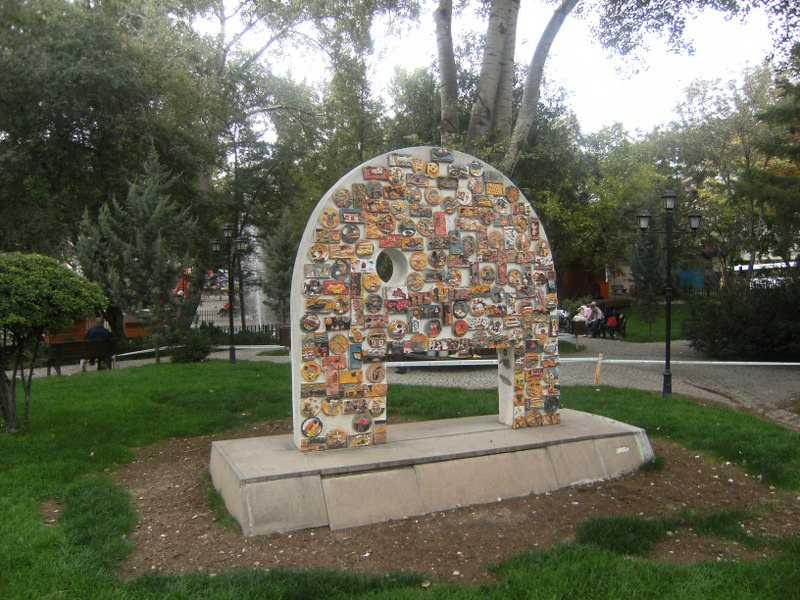
Произведение искусства в парке
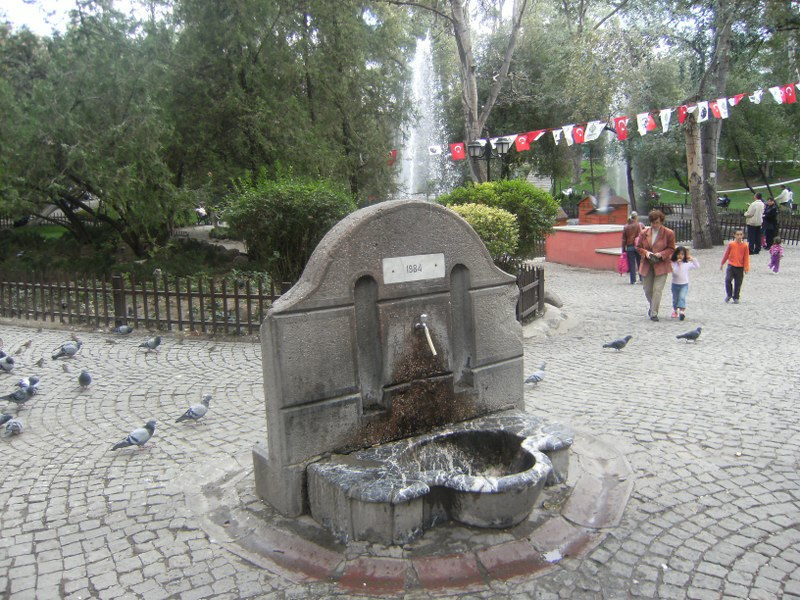
Источник
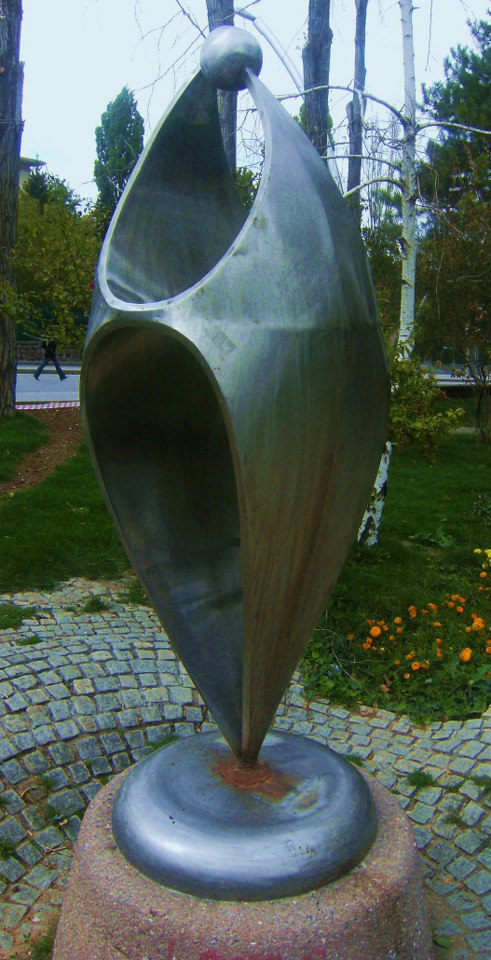
Статуя «Целующихся», автор — Музаффер Эрторан
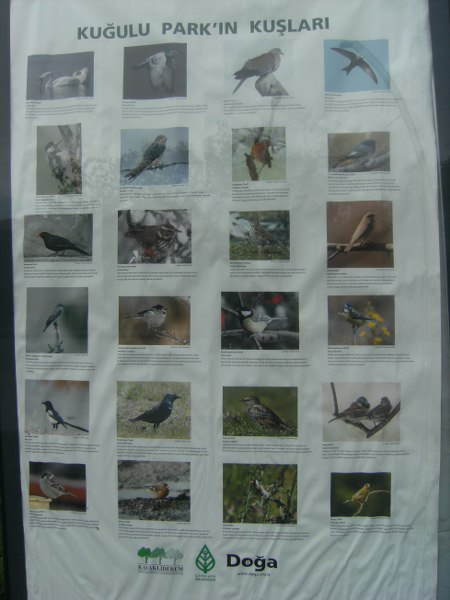
Табло с обитателями парка